# Perujski tok
Perujski tok (tudi Humboldtov tok) je mrzli oceanski tok v Tihem oceanu. Teče od južnega pola proti ekvatorju ob zahodni obali Južne Amerike. Je pomembni dejavnik, ki vpliva na podnebje ob obalah Južne Amerike. Zaradi tega toka je nastala tudi puščava Atacama, saj  vse padavine, ki bi sicer prišle do kopnega padejo že na morju. Na vsakih nekaj let pa se po navadi okoli božiča zgodi El Niño. V tem času se ta tok konča prej, začne pa teči topel tok, ki prinaša padavine, na drugih delih sveta pa sušo. Hkrati to povzroči drastičen padec ulova, saj je več rib v hladni kot v topli vodi.